# 福積忠男
福積 忠男（ふくづみ ただお、1935年10月10日 - ）は、日本の実業家である。株式会社長府製作所元代表取締役社長、元会長。

## 経歴
1935年10月10日に山口県に生まれる。1958年3月に明治大学商学部を卒業後、航空自衛隊での勤務を経て、1970年5月に長府製作所に入社する。取締役栃木工場営業部長、取締役栃木工場長、常務取締役を歴任し、1987年3月14日に代表取締役社長に就任。社長在任中は、会長の川上米男の元、首都圏の販売に注力し、1997年11月7日には、東証二部上場を果たした。1997年12月9日に「若返りを図る」という理由で社長を辞任し、代表権のない会長に退いた。翌年の1998年3月27日付で会長職を退任。

## 略歴
- 1970年（昭和45年）5月 - 株式会社長府製作所入社[1]
- 1980年（昭和55年）3月 - 取締役栃木工場営業部長[1]
- 1980年（昭和55年）11月 - 取締役栃木工場長[1]
- 1985年（昭和60年）3月 - 常務取締役[1]
- 1987年（昭和62年）3月 - 代表取締役社長[1]
- 1997年（平成9年）12月 - 取締役会長[6]